# Крекінг-установка Бранденбург
Крекінг-установка Бранденбург – колишнє підприємство нафтохімічної промисловості в Кентуккі. Було одним з двох (разом з установкою в Калверт-Сіті) піролізних виробництв у цьому штаті та одним з небагатьох в США, яке знаходилось поза регіоном Мексиканської затоки. 
Установка парового крекінгу компанії Sunoco почала свою роботу в Бранденбурзі (на лівому березі річки Огайо, за три десятки кілометрів на південний захід від Луїсвілла) ще у 1952 році. Розрахована на піроліз етану, вона мала потужність у 45 тисяч тонн етилену на рік та постачала свою продукцію на розташоване поряд виробництво оксиду етилену.
В листопаді 2000-го Sunoco закрила обидва виробництва – як етилену, так і його оксиду. На той момент це була найстаріша в США за часом введення в експлуатацію піролізна установка для виробництва етилену. 